# Leichtathletik-Länderkampf der Frauen 1961 Niederlande – BR Deutschland
| 3. Leichtathletik-Länderkampf mit bundesdeutscher Beteiligung 1961 | 3. Leichtathletik-Länderkampf mit bundesdeutscher Beteiligung 1961 |               |
| ------------------------------------------------------------------ | ------------------------------------------------------------------ | ------------- |
|                                                                    |                                                                    |               |
| Ländervergleich der Frauen: Niederlande – BR Deutschland           |                                                                    |               |
| Austragungsort                                                     | Enschede                                                           |               |
| Wettbewerbe                                                        | 11                                                                 |               |
| Datum                                                              | 9. Juli 1961                                                       |               |
| 1. FRG 2. NLD                                                      | 72 Punkte 45 Punkte                                                |               |
| Chronik                                                            |                                                                    |               |
| ← FRA-FRG-BEL- 00ITA-NLD-SUI (M)                                   | FRG-USA (F) →                                                      | FRG-USA (F) → |

Im dritten Vergleich des Länderkampfjahres 1961 kamen die bundesdeutschen Frauen zu ihrem ersten Länderkampf der Saison 1961. Am 9. Juli trafen sie in der grenznahen Stadt Enschede auf die Niederlande. Es war die elfte Begegnung zwischen den beiden Ländern in der Frauenleichtathletik.

## Wettbewerbe und Modus
Auf dem Programm standen die in Frauenländerkämpfen üblichen elf Wettbewerbe. Dabei wurden vollumfänglich die damaligen zehn olympischen Frauenwettbewerbe ausgetragen. Zusätzlich gab es ein Rennen über 400 Meter – diese Disziplin wurde 1964 auch bei den Frauen olympisch. Die Wertung erfolgte in allen Disziplinen nach dem Standardsystem.

## Ergebnis
In allen Teilbereichen dieses Wettkampfs lagen die bundesdeutschen Frauen vorn. Sie entschieden drei Läufe für sich, zwei davon mit Doppelerfolgen. Die Niederländerinnen verbuchten hier zwei Siege ohne Doppelerfolg. Auch die Sprintstaffel ging an die bundesdeutschen Leichtathletinnen. Am engsten ging es im Bereich der Sprünge zu. Jedes Team kam hier zu jeweils einem Disziplingewinn, die Bundesrepublik Deutschland mit einem Doppelerfolg, die Niederlande ohne Doppelerfolg. Die Bundesrepublik sicherte sich außerdem alle drei Wettbewerbe im Bereich Wurf/Stoß, einen davon als Doppelerfolg. In der Gesamtabrechnung setzten sich die bundesdeutschen Leichtathletinnen so zum elften Mal klar durch und gewannen mit 72 zu 45 Punkten.

## Resultate

### 100 m

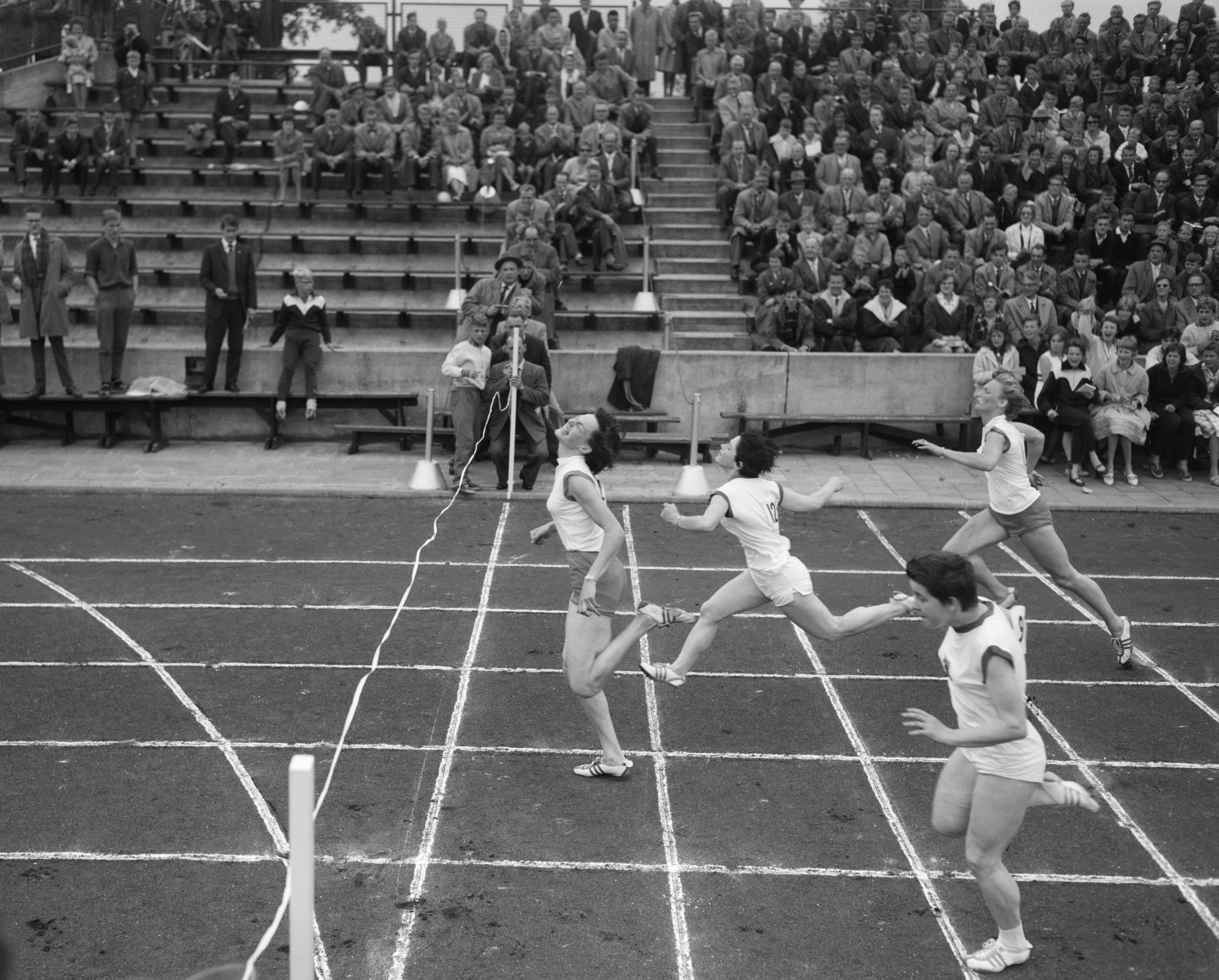
Einlauf beim Länderkampf 1961 gegen die Niederlande, Ellen Ort siegt vor Renate Bronnsack und Martha Langbein

| Platz | Athletin         | Land | Zeit (s) |
| ----- | ---------------- | ---- | -------- |
| 1     | Ellen Ort        | NLD  | 11,9     |
| 2     | Renate Bronnsack | FRG  | 12,0     |
| 3     | Martha Langbein  | FRG  | 12,0     |
| 4     | Ria van Kuyk     | NLD  | 12,2     |

### 200 m
| Platz | Athletin             | Land | Zeit (s) |
| ----- | -------------------- | ---- | -------- |
| 1     | Maren Collin         | FRG  | 25,0     |
| 2     | Wil Koster-Kapel     | NLD  | 25,2     |
| 3     | Maria Jeibmann       | FRG  | 25,5     |
| 4     | Tilly van der Zwaard | NLD  | 25,5     |

### 400 m
| Platz | Athletin          | Land | Zeit (s) |
| ----- | ----------------- | ---- | -------- |
| 1     | Antje Gleichfeld  | FRG  | 56,4     |
| 2     | Margarete Buscher | FRG  | 57,0     |
| 3     | Geesje Soesbeek   | NLD  | 57,4     |
| 4     | Fiep Twente       | NLD  | 57,5     |

### 800 m
| Platz | Athletin            | Land | Zeit (min) |
| ----- | ------------------- | ---- | ---------- |
| 1     | Gerda Kraan         | NLD  | 2:06,9     |
| 2     | Edith Schiller      | FRG  | 2:12,4     |
| 3     | Rosemarie Nitsch    | FRG  | 2:13,4     |
| 4     | Jannie van Eyck-Vos | NLD  | 2:14,8     |

### 80 m Hürden
| Platz | Athletin        | Land | Zeit (s) |
| ----- | --------------- | ---- | -------- |
| 1     | Ingrid Schlundt | FRG  | 11,1     |
| 2     | Erika Fisch     | FRG  | 11,2     |
| 3     | Amelia Hinten   | NLD  | 11,3     |
| 4     | Toos Mutter     | NLD  | 11,5     |

### 4 × 100 m Staffel
| Platz | Besetzung      | Land                                                         | Zeit (s) |
| ----- | -------------- | ------------------------------------------------------------ | -------- |
| 1     | BR Deutschland | Renate Bronnsack Martha Langbein Maren Collin Maria Jeibmann | 46,8     |
| 2     | Niederlande    | Wil Koster-Kapel Ria van Kuyk Ellen Ort Tilly van der Zwaard | 47,2     |

### Hochsprung
| Platz | Athletin      | Land | Höhe (m) |
| ----- | ------------- | ---- | -------- |
| 1     | Nel Zwier     | NLD  | 1,68     |
| 2     | Rita Kortum   | FRG  | 1,60     |
| 3     | Ingrid Becker | FRG  | 1,60     |
| 4     | Toos Mutter   | NLD  | 1,50     |

### Weitsprung
| Platz | Athletin            | Land | Weite (m) |
| ----- | ------------------- | ---- | --------- |
| 1     | Helga Hoffmann      | FRG  | 6,03      |
| 2     | Gudrun Scheller     | FRG  | 5,98      |
| 3     | Ellen Ort           | NLD  | 5,92      |
| 4     | Paula van der Wegen | NLD  | 5,78      |

### Kugelstoßen
| Platz | Athletin             | Land | Weite (m) |
| ----- | -------------------- | ---- | --------- |
| 1     | Sigrun Grabert       | FRG  | 14,92     |
| 2     | Marlene Klein        | FRG  | 14,50     |
| 3     | Corry van Wijk       | NLD  | 13,54     |
| 4     | Corrie van den Bosch | NLD  | 13,35     |

### Diskuswurf
| Platz | Athletin           | Land | Weite (m) |
| ----- | ------------------ | ---- | --------- |
| 1     | Kriemhild Hausmann | FRG  | 51,36     |
| 2     | Cor Huygen         | NLD  | 46,85     |
| 3     | Loes Bohling       | NLD  | 46,74     |
| 4     | Johanna Bienert    | FRG  | 44,15     |

### Speerwurf
| Platz | Athletin             | Land | Weite (m) |
| ----- | -------------------- | ---- | --------- |
| 1     | Anneliese Gerhards   | FRG  | 49,59     |
| 2     | Wil van Montfoort    | NLD  | 48,29     |
| 3     | Erika Strößenreuther | FRG  | 47,52     |
| 4     | Annie Hoogma         | NLD  | 44,47     |